# Die drei Gesichter der Furcht
Die drei Gesichter der Furcht (Originaltitel: I tre volti della paura) ist ein 1963 entstandener italienisch-französischer Horrorfilm von Mario Bava, bestehend aus drei voneinander unabhängigen Episoden. In den Hauptrollen sind Michèle Mercier (erste Episode „Das Telefon“), Mark Damon und Boris Karloff (zweite Episode „Der Wurdalak“) und Jacqueline Pierreux (dritte Episode „Der Wassertropfen“) zu sehen. Den Geschichten liegen literarische Vorlagen von Guy de Maupassant, Alexei Tolstoi und Anton Tschechow zugrunde.

## Handlung

### Das Telefon
Als die französische Prostituierte Rosy eines Nachts in ihr Apartment heimkehrt, erhält sie eine Reihe von unheimlichen Telefonanrufen. Der Mann sagt, er sei Frank, ihr früherer Zuhälter, der aus dem Gefängnis entflohen ist, und er wolle sie umbringen. Rosy hat Todesangst, denn ihre Aussage hatte ihn einst hinter Schloss und Riegel gebracht. Das Callgirl ist ebenso verzweifelt wie ratlos, und deshalb ruft sie in ihrer Not ihre Freundin Mary an, in der Hoffnung, von ihr Unterstützung zu bekommen. Beide Frauen haben sich zuletzt sehr entfremdet, und doch glaubt Rosy, dass nur Mary ihr helfen könne. Schließlich lässt sich diese auf Rosys Bitte ein, zu ihr zu kommen und die Nacht bei ihr zu verbringen. Und wieder klingelt das Telefon. Frank kündigt diesmal an, dass er, was immer Rosy auch dagegen zu unternehmen beabsichtige, an seinem Racheplan festhalten werde. Die Stimme sagt: „Bereite dich auf den Tod vor. In wenigen Minuten musst du sterben!“. Rosy ahnt nicht, dass sie einem Spiel Marys aufsitzt, die offensichtlich perfekt Franks Stimme zu imitieren vermag.
Als Mary in Rosys Apartment erscheint, spielt diese auch weiterhin die gute Freundin und versucht, die Hure zu beruhigen. Damit sie sich sicher fühlt, drückt Mary für die kommende Nacht Rosy ein großes Messer in die Hand, das sie gleich neben ihr Bett legen solle. Während Rosy schläft, bringt Mary ein Geständnis zu Papier, in dem sie festhält, dass sie diese gesamte Scharade nur deshalb inszeniert habe, um sich endlich mit Rosy wiederzutreffen und zu versöhnen. Während Mary diese Zeilen schreibt, dringt ein Fremder in die Wohnung ein. Es ist ausgerechnet Frank, der Mary, im Glauben, sie sei Rosy, erwürgt. Dabei macht er Geräusche, die Rosy aufwachen lassen. In diesem Moment bemerkt Frank, dass er die falsche Frau ermordet hat. Er begibt sich zu ihrem Bett, doch Rosy hat sich bereits in Stellung gebracht und sticht auf Frank ein. Danach lässt sie das lange Messer fallen und erleidet einen Nervenzusammenbruch.

### Der Wurdalak
Russland, im 19. Jahrhundert. Im Zentrum der Geschichte steht der alte Bauer Gorca, der vor kurzem ausgezogen ist, ein im Gebirge hausendes, untotes Wesen zu töten, das sich von Blut ernähren soll. Tatsächlich gelingt es Gorca, den „Wurdalak“, wie der Vampir hier heißt, umzubringen, und der alte Mann macht sich auf den Heimweg in die Dorfgemeinde. Der Wurdalak fand seine Opfer meist im direkten Umfeld, bevorzugt in der eigenen Familie und unter Freunden. Der reisende, junge Edelmann Wladimir D’Urfe hat den geköpften Leichnam gefunden – mit einem Messer, das in dessen Herz gerammt wurde. Wladimir nimmt das Messer an sich und findet in der darauf folgenden Nacht Unterkunft in einer armseligen Herberge. Dort wird er von Giorgio angesprochen, der behauptet, dass dieses Messer seinem Vater gehöre, der seit fünf Tagen verschwunden sei. Giorgio gibt Wladimir ein Zimmer für die kommende Nacht und stellt ihm seine restliche Familie vor: Ehefrau Marija, beider Sohn Iwan sowie Giorgios jüngerer Brüder Pietro und Schwester Sdenka. Sie alle erwarten die Heimkehr von Gorca. Der schaut aber trotz seines Triumphs über den Untoten alles andere als freundlich drein. Gorca wirkt mürrisch und ist überaus ungepflegt. Seine Söhne Iwan und Pietro bemerken als Erste diese Wesensveränderung.
Beide werden mitten in der Nacht vom Alten angegriffen, der sich den kleinen Iwan schnappt und mit aus der Hütte flieht. Giorgio eilt den beiden hinterher und findet seinen Sohn tot auf. In ihm kommt der Verdacht, dass der Geist des Wurdalak, ehe der Vampir vom Alten getötet wurde, in Gorca übergegangen ist. Um seinem toten Sohn das Schicksal aller Untoten zu ersparen, entschließt er sich schweren Herzens, Iwan den Kopf abzuschlagen und einen Pflock durch sein Herz zu jagen. Doch seine Frau Marija stellt sich ihm mit aller Macht in den Weg und verhindert den von ihr als zutiefst barbarisch empfundenen Akt. Schließlich wird der unversehrte Leichnam Iwans zu Grabe getragen. Mitten in der Nacht hört man den mutmaßlich wieder auferstandenen Iwan vor der Tür um Einlass bitten. Während Giorgio um die Gefahr weiß und ihn keinesfalls hereinlassen will, sieht Marija in ihm lediglich ihr Kind. Sie sticht ihren Mann nieder, um Iwan hereinzulassen. Doch vor ihr steht der zum Vampir gewordene Gorca und beißt Marija. Die Überlebenden Wladimir und Sdenka fliehen aus dem Häuschen und suchen Schutz in einer verfallenen Kirche. Als Wladimir einschläft, geht Sdenka außerhalb der geweihten Erde umher und sieht ihre gesamte Familie vor sich – zu Vampiren geworden. Als der Edelmann wieder aufwacht und nach Sdenka suchen geht, findet er sie regungslos auf ihrem Bett daheim. Sie erwacht, umarmt Wladimir und beißt ihm schließlich in den Hals.

### Der Wassertropfen
Die dritte Geschichte hat denselben Beginn wie die erste. Im London der 1910er Jahre: Das Telefon klingelt, und die Krankenschwester Helen Chester wird von dem Hausmädchen eines jüngst verstorbenen Mediums gebeten, zu kommen, um dieser ihr Totenkleid anzuziehen. Die alte Dame soll angeblich während einer Séance verstorben sein, und ihr Gesicht hat sich zu einer unheimlichen Fratze verzerrt. Als Helen die Tote neu einkleidet, entdeckt sie an deren Finger einen Saphirring, den sie sofort abnimmt und einsteckt. Angesichts ihres nächtlichen Einsatzes findet Helen, dass sie alles Recht dazu hat, das Schmuckstück in Besitz zu nehmen. Dabei stößt sie ein mit Wasser gefülltes Glas um. Fortan tropft das Wasser unaufhörlich zu Boden. Es folgen weitere merkwürdige Ereignisse, so greift beispielsweise eine Fliege Chester immer wieder an. Wieder daheim, lässt auch dort die Fliege nicht von Chester, die darüber hinaus nunmehr ständig Geräusche von tropfendem Wasser hört. Zeitgleich geht wie von Geisterhand das Licht aus.
Als Helen Chester dann auch noch die Tote auf ihrem Bett liegen sieht, die schließlich ihre Augen öffnet, sich erhebt und auf sie zuwankt, scheint die Krankenschwester dem Wahnsinn nahe. Sie ahnt, dass diese unheimliche Begegnung mit dem gestohlenen Ring zu tun haben muss und bittet die Untote um Vergebung. Schließlich übermannt Chester der Wahnsinn, und sie erwürgt sich selbst. Ihr Leichnam wird am darauf folgenden Morgen von der Hausbesorgerin entdeckt, die sofort die Polizei benachrichtigt, zuvor aber der Toten den Ring abnimmt. Der Gerichtsmediziner untersucht den Leichnam, kann aber nichts auffälliges entdecken. Lediglich eine kleine Druckstelle an demjenigen Finger, an dem Chester zuletzt den gestohlenen Ring getragen hatte. Schließlich erscheint die Hausbesorgerin am Sterbeort. Sie ist sehr beunruhigt, da sie plötzlich ständig Wassertropfen herabfallen hört …

## Synchronisation
Die deutsche Synchronfassung entstand bei der IFU in Remagen. Helmut Harun schrieb das Dialogbuch und Horst H. Roth führte Regie.
| Rolle             | Darsteller          | Synchronsprecher    |
| Das Telefon       | Das Telefon         | Das Telefon         |
| ----------------- | ------------------- | ------------------- |
| Rosy              | Michèle Mercier     | Rose-Marie Kirstein |
| Mary              | Lydia Alfonsi       | Gisela Reißmann     |
| Der Wurdalak      |                     |                     |
| Gorca             | Boris Karloff       | Wimm Schroers       |
| Wladimir D’Urfe   | Mark Damon          | Klaus Kindler       |
| Sdenka            | Susy Andersen       | Marianne Mosa       |
| Marija            | Rica Dialina        | Gisela Reißmann     |
| Der Wassertropfen |                     |                     |
| Helen             | Jacqueline Pierreux | Maria Landrock      |
| Hausmädchen       | Milly Monti         | Erna Großmann       |

## Produktionsnotizen
Die drei Episoden von Die drei Gesichter der Furcht entstanden im Februar und März 1963. Der Film wurde, je nach Quelle, am 17. oder am 23. August 1963 in Italien uraufgeführt. In Deutschland lief der Streifen am 21. August 1964 an.
Die Filmbauten entwarfen Riccardo Domenici und Giorgio Giovannini, die Kostüme Tina Grani.

## Trivia
Die Heavy-Metal-Band Black Sabbath nannte sich nach dem amerikanischen Verleihtitel von Die drei Gesichter der Furcht.

## Kritiken
„Ein massiver Angriff auf den guten Geschmack.“

„Annehmbarer Horror-Episodenfilm.“

„…Episoden sind gut, atmosphärisch.“

„Gruselfilm mit Ansätzen zu atmosphärischer Dichte und einer ansehnlichen Tricktechnik.“